# Hopewell Township (comté de Mercer)
Ne doit pas être confondu avec Hopewell Township (comté de Cumberland, New Jersey) ou Hopewell (New Jersey).
Pour les articles homonymes, voir Hopewell Township.
Hopewell Township est une municipalité américaine située dans le comté de Mercer au New Jersey.
Lors du recensement de 2010, sa population est de 17 304 habitants. La municipalité s'étend sur 58,91 milles carrés (152,58 km2), dont 0,88 milles carrés (2,28 km2) d'étendues d'eau.
Le township de Hopewell est créé en 1700 et devient une municipalité par une charte royale du 1er mars 1755. Dans les années 1890, Pennington et Hopewell deviennent des boroughs indépendants du township.